# ArcGIS
ArcGIS is de naam van GIS-software geproduceerd door Esri (Environmental Systems Research Institute).
ArcGIS kan bevatten:
- ArcReader, voor het bekijken en uitvoeren van opdrachten om kaarten te bekijken gemaakt door andere Arc producten;
- ArcGIS Basic, voor het tonen van ruimtelijke gegevens, het maken van kaarten, en het uitvoeren van analyses;
- ArcGIS Standard dat alle functionaliteiten bevat van ArcView, maar met geavanceerde mogelijkheden voor de manipulatie van shapefiles en geodatabases;
- ArcGIS Advanced, de meest geavanceerde versie van ArcGIS, met meer mogelijkheden voor datamanipulatie en analyse.